# Penobsquisita
La penobsquisita és un mineral de la classe dels borats. S'anomena així per la seva localitat tipus: Penobsquis, al Canadà.

## Característiques
La penobsquisita és un borat de fórmula química Ca₂Fe2+[Cl|B9O13(OH)₆]Cl·4H₂O. Cristal·litza en el sistema monoclínic. La seva duresa a l'escala de Mohs és 3.
Segons la classificació de Nickel-Strunz, la penobsquisita pertany a «06.GB - Filononaborats, etc.» juntament amb els següents minerals: studenitsita, preobrazhenskita i walkerita.

## Formació i jaciments
És un mineral molt rar; es forma a partir de la dissolució d'halita durant la perforació d'evaporites marines. La penobsquisita és el membre que es troba per damunt de l'halita en algunes seqüències evaporítiques. Es troba associada a halita, sel·laïta, fluorita, boracita, hilgardita, pringleïta, trembathita, brianroulstonita, hematita i malaquita. S'ha descrit només en dues localitats, ambdues a Nova Brunswick, al Canadà.